# Икрамов, Музраф Мубаракходжаевич
Музраф Муборакходжаевич Икрамов (род. 14 сентября 1973 года) — министр юстиции Республики Узбекистан (2015-2017).. Член Кабинета министров Республики Узбекистан с 2015 года. Указом президента Республики Узбекистан от 28 августа 2007 года награжден медалью "Шухрат". Указом президента Республики Узбекистан от 25 августа 2014 года удостоен звания «Заслуженный юрист Республики Узбекистан». С августа 2017 года по март 2019 года занимал должность председателя Счетной палаты Республики Узбекистан.

## Биография
Музраф Муборакходжаевич Икрамов родился 14 сентября 1973 года в городе Ташкенте. В 1995 году окончил Ташкентский государственный юридический институт (ныне «Ташкентский государственный юридический университет») по специальности юрист, в 2007 году — Академию государственного и общественного строительства при президенте Республики Узбекистан.

## Карьера
- В 1995 году начал трудовую деятельность в должности старшего консультанта Управления по подготовке и проведению правовой экспертизы проектов законодательных и нормативных актов в сфере экономических реформ Министерства юстиции, главный консультант данного управления.
- В 1997—2003 годах — начальник отдела Управления государственной регистрации ведомственных нормативных актов Министерства юстиции, начальник данного управления, исполняющий обязанности начальника Главного управления законодательства.
- В 2003—2008 годах — начальник Главного управления законодательства Министерства юстиции — руководитель Центра обеспечения правовой информации при Министерстве юстиции Республики Узбекистан.
- В 2008—2012 годах — заведующий отделом правовой экспертизы Управления правовой экспертизы и международных договоров Кабинета министров Республики Узбекистан.
- В 2012—2013 годах — заведующий сектором по взаимодействию с Законодательной палатой и Сенатом Олий Мажлиса аппарата президента Республики Узбекистан.
- В 2013-2015 годы первый заместитель министра юстиции Республики Узбекистан.
- Указом президента Республики Узбекистан от 11 февраля 2015 года назначен министром юстиции Республики Узбекистан.
- В августе 2017 года президент Узбекистана подписал указ о назначении Музрафа Икрамова на должность председателя Счётной палаты.
- Указом президента Республики Узбекистан от 28 августа 2007 года награжден медалью "Шухрат".
- Указом президента Республики Узбекистан от 25 августа 2014 года был удостоен звания «Заслуженный юрист Республики Узбекистан».